# Marek Ungier

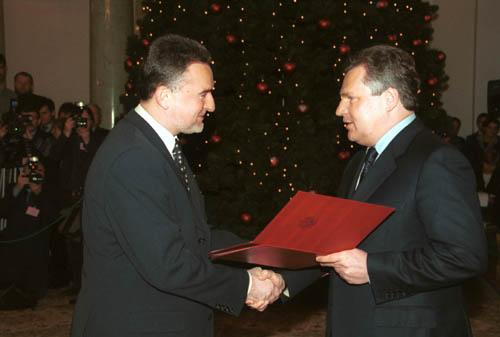
Prezydent RP Aleksander Kwaśniewski wręcza Markowi Ungierowi nominację na stanowisko Sekretarza Stanu w Kancelarii Prezydenta RP, Szefa Gabinetu Prezydenta RP (28 grudnia 2000)

Marek Andrzej Ungier (ur. 26 lipca 1953 w Skarżysku-Kamiennej) – działacz państwowy, w latach 1995–2004 szef Gabinetu Prezydenta RP i sekretarz stanu w Kancelarii Prezydenta RP.

## Życiorys
Absolwent II Liceum Ogólnokształcącego im. Adama Mickiewicza w Skarżysku-Kamiennej. W 1976 ukończył studia na Wydziale Dziennikarstwa i Nauk Politycznych Uniwersytetu Warszawskiego. W 1977 ukończył w stopniu majora kurs Wojskowej Służby Wewnętrznej. Od 1977 działał w Związku Socjalistycznej Młodzieży Polskiej (m.in. sekretarz generalny ZSMP). W latach 1987–1991 był dyrektorem departamentu w Komitecie Młodzieży i Kultury Fizycznej, w latach 1991–1992 dyrektorem Biura Fundacji Postępu „Progressus”. W latach 1974–1990 należał do Polskiej Zjednoczonej Partii Robotniczej. W latach 1986-1989 był członkiem Komisji ds. Wewnątrzpartyjnych oraz Działalności Partii w Organach Przedstawicielskich i Administracji Państwowej Komitetu Centralnego PZPR.  Od 1990 był członkiem Socjaldemokracji Rzeczypospolitej Polskiej, wchodził w skład kierownictwa SdRP.
W latach 1992–1993 pełnił funkcję prezesa Zarządu Biura Turystyki Młodzieży Juventur S.A., a także członka kilku rad nadzorczych spółek holdingu Juventur oraz członka Rady Nadzorczej Towarzystwa Ubezpieczeń Turystycznych ATU. W 1994 został mianowany dyrektorem generalnym w Urzędzie Rady Ministrów, a w 1995 – podsekretarzem stanu w URM.
23 grudnia 1995 i ponownie 23 grudnia 2000 został powołany na Sekretarza Stanu – Szefa Gabinetu Prezydenta RP. Podał się do dymisji 27 grudnia 2004 po doniesieniach prasy o niezgodnym z prawem, warunkowym umorzeniu sprawy jego syna Krzysztofa, oskarżonego o prowadzenie samochodu w stanie nietrzeźwym. Dymisja Marka Ungiera została przyjęta, z zaleceniem pełnienia obowiązków do końca 2004.
W listopadzie 2008 prokuratur przedstawił mu zarzut ukrycia dokumentu, którym nie miał prawa wyłącznie rozporządzać. W 2012 został uniewinniony od tego zarzutu. 10 czerwca 2009 prokuratura okręgowa w Krakowie oskarżyła go o przywłaszczenie mienia na kwotę 100 tys. złotych w maju 2000, które to pieniądze miały trafić na cele kampanii wyborczej Aleksandra Kwaśniewskiego.

## Odznaczenia
- Krzyż Komandorski Orderu Odrodzenia Polski (2005)[7]
- Order Krzyża Ziemi Maryjnej II klasy (Estonia, 2002)[8]
- Xirka Ġieħ ir-Repubblika (Malta, 2002)[9]
- Krzyż Wielki Komandorski Orderu Wielkiego Księcia Giedymina (Litwa, 1997)[10]
- Order Zasługi Republiki Włoskiej I Klasy (Włochy, 1997)[11]
- Krzyż Wielki Orderu Zasługi (Norwegia, 1996)[12]